# Подслон (област Добрич)
 За другото българско село вижте Подслон (Област Стара Загора).  
Подслон (старо име Куйджук) е село в Североизточна България. То се намира в община Добричка, област Добрич.

## География
Намира се на 28 – 30 км от град Добрич и на около 10 – 12 км от гр. Тервел, по право, между двата града. До селото може да се достигне с автобус или маршрутно такси, като от Добрич се пътува не повече от 40 минути.
Селото се намира на 6 км от село Фелдфебел Денково, като спокойно може да се мине това разстояние пеш, по черен път.
Лятото в Подслон е тежко и горещо, зимите са снеговити, студени, ветровити, районът е познат с ежегодните снежни навявания и преспи, които, нерядко блокират движението.

## Население
Преброяване на населението през 2011 г.
Численост и дял на етническите групи според преброяването на населението през 2011 г.:
|                     | Численост | Дял (в %) |
| Общо                | 383       | 100,00    |
| Българи             | 67        | 17,49     |
| Турци               | 124       | 32,37     |
| Цигани              | 189       | 49,34     |
| Други               | 0         | 0,00      |
| Не се самоопределят | 0         | 0,00      |
| Неотговорили        | 3         | 0,78      |

## Културни и природни забележителности
Населението на селото е вероятно по-малко от официално обявеното. В това село живеят предимно турци – изключително работни, усмихнати и богобоязливи хора. Прехранват се с отглеждане на тютюн, със земеделие и животновъдство. Селото е обрамчено от златни житни ниви с дъх на мед. Залезът се вижда свободно и голям почти от всяка точка на селото.
Селото е типично добруджанско, хората там наричат себе си добруЖанци, а земята си Добружа. Било е в пределите на Румъния и години наред децата са се учили в румънски училища. Тези, които са все още живи, отлично говорят румънски и турски. Близки малки селца, в близост до Подслон са Фелдфебел Дянково, Кочмар, Гешаново.
В Подслон може да пиете най-сладката и дълбока кладенчова вода. Дълбоко под напуканата от суша добруджанска земя бликат кристално чисти подземни води.

## Личности
- Крали Костов Кралев – кмет на селото преди повече от 40 години.

## Други

### Кухня
Една-две подслонски /стари/ рецепти:
- Няколко чушки, или, казано по подслонски пиперки, пускате във вряло олио в чувенче – готварски съд с дебело желязно дъно и яйцевидна форма. Когато добре се запържат и започнат да ухаят, добавете сол и... прясно мляко. Бавно, на струйка, 1 – 2 водни чаши, забърквате кашичка, „посолявате“ с черен и червен пипер.

- Когато готвите картофена яхния, сложете и повечко червен пипер и много лющян – т.е. дивисил. Това е подслонският вкус!